# نظرية الاقتصاد الدائري
نظرية الاقتصاد الدائري  (بالإنجليزية: Doughnut Economics) هي نموذج اقتصادي بديل طورته الباحثة البريطانية كيت راوورث، يهدف إلى تحقيق التوازن بين تلبية احتياجات الإنسان الأساسية واحترام حدود كوكب الأرض البيئية. يشبه هذا النموذج شكل "الدونات" (الكعكة الحلقية)، حيث تمثل الحافة الداخلية الاحتياجات الاجتماعية الدنيا التي يجب ألا تنخفض عنها البشرية، بينما تمثل الحافة الخارجية الحدود البيئية التي يجب عدم تجاوزها للحفاظ على سلامة النظام البيئي العالمي.

## الخلفية
ظهرت هذه النظرية كرد فعل على النماذج الاقتصادية التقليدية التي تركز بشكل أساسي على النمو الاقتصادي دون مراعاة الجوانب الاجتماعية والبيئية. وقد نشرتها كيت راوورث لأول مرة في تقرير لمنظمة أوكسفام عام 2012، ثم طورتها لاحقاً في كتاب بعنوان اقتصاد الدونات: سبع طرق للتفكير كاقتصادي في القرن الحادي والعشرين، نُشر عام 2017.

## الاقتصاديات الواقعية في منظور الدونات
تم تطبيق نموذج الاقتصاد الدائري في عدة مدن حول العالم، حيث استخدم كإطار لإعادة التفكير في التنمية الحضرية والسياسات البيئية والاجتماعية.
- أمستردام، هولندا: في عام 2020، أصبحت أول مدينة تعتمد نموذج الاقتصاد الدائري رسمياً ضمن استراتيجيتها للتعافي بعد جائحة فيروس كورونا، مع التركيز على الحد من التلوث، دعم الاقتصاد المحلي، وتعزيز العدالة الاجتماعية والبيئية.[6]
- برلين، ألمانيا: نفذت برلين سلسلة من ورش العمل المجتمعية لتكييف نموذج "الاقتصاد الدائري" مع أولوياتها المحلية، وتشجيع مشاركة السكان في تحديد القيم الاجتماعية والبيئية الأساسية.[7]
- كوبنهاغن وبورتلاند: قامتا باعتماد النموذج ضمن خطط التنمية المستدامة، مع التركيز على خفض البصمة الكربونية وتعزيز العدالة.[8]

## الهيكل
يعتمد نموذج الاقتصاد الدائري على رسم بياني بشكل دائرة مفرغة:
- الحدود الداخلية: تشمل الاحتياجات الأساسية للإنسان مثل الغذاء، المياه، الصحة، التعليم، المساواة، وغيرها.

- الحدود الخارجية: تمثل الحدود البيئية مثل تغير المناخ، فقدان التنوع البيولوجي، تلوث الهواء والماء، واستخدام الأراضي.

الهدف هو إيجاد منطقة آمنة ومزدهرة تقع بين هذين الحدين، حيث يمكن للبشرية أن تزدهر دون الإضرار بالكوكب.

## نقد النظرية الاقتصادية السائدة
تنتقد كيت راوورث الأسس النظرية للنموذج الاقتصادي التقليدي، خاصةً الاقتصاد النيوكلاسيكي، في عدة محاور:
- التركيز على النمو: ترى أن النمو الاقتصادي اللامحدود لا يمكن أن يكون هدفًا دائمًا في عالم محدود الموارد، وأن التركيز على الناتج المحلي الإجمالي يتجاهل الأبعاد البيئية والاجتماعية.[10]
- الإنسان الاقتصادي: تنتقد فكرة الإنسان العقلاني تماما والموجه ذاتيا، وتدعو إلى إعادة النظر في طبيعة الإنسان داخل التحليل الاقتصادي.[11]
- الإغفال البيئي والاجتماعي: تعتبر أن النماذج السائدة تتجاهل التفاعلات مع البيئة والمجتمع، ما يؤدي إلى نتائج غير مستدامة.[12]

## النقد
قال برانكو ميلانوفيتش، في مركز ستون لعدم المساواة الاجتماعية والاقتصادية بجامعة مدينة نيويورك (CUNY)، إن نظرية الدونات لن تحظى بشعبية إلا إذا "تحول الناس بطريقة سحرية إلى غير مبالين بمدى أدائنا مقارنة بالآخرين، ولم يعودوا يهتمون حقًا بالثروة والدخل."